# Gare de Lavilletertre
Gare de Lavilletertre vasútállomás Franciaországban, Lavilletertre településen.

## Vasútvonalak
Az állomást az alábbi vasútvonalak érintik:
- Saint-Denis–Dieppe-vasútvonal

## Kapcsolódó állomások
A vasútállomáshoz az alábbi állomások vannak a legközelebb:
- Gare de Liancourt-Saint-Pierre (Gare de Gisors, Transilien J vonal)
- Gare de Chars (Paris Gare Saint-Lazare, Transilien J vonal)